# 東清川站
東清川站（日语：／ Higashi-Kiyokawa eki */?）是位於千葉縣木更津市笹子486號，東日本旅客鐵道（JR東日本）的久留里線車站。

## 歷史
- 1978年（昭和53年）10月2日：此臨時乘降場啟用[1]。
- 1987年（昭和62年）4月1日：伴隨國鐵分割民營化，車站由東日本旅客鐵道（JR東日本）營運，同時升級為車站[1]。
- 2009年（平成21年）3月14日：此站編入至東京近郊區間[2]。

## 車站構造

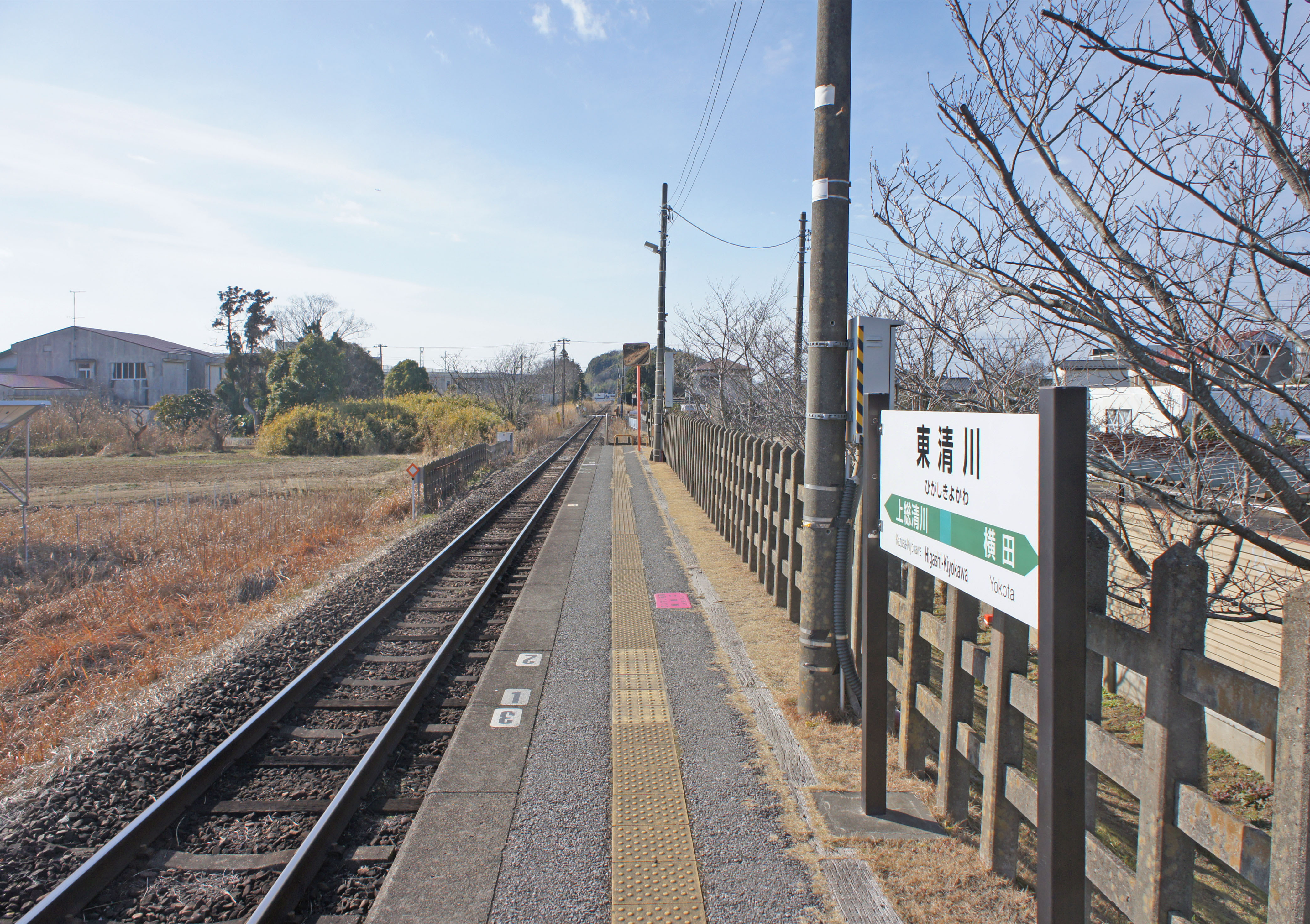
月台（2022年1月）

此站是地面車站，設有1面1線的單式月台。月台可容納5卡車廂。
此站成為由久留里站管理的無人車站。此站設有乘車站證明票發行機。在月台上設有混凝土製的候車室。廁所為男女分開的濕廁。

## 使用狀況
在2006年（平成18年）度1日平均乘車人次為86人，以下為乘車人次變化列表：
| 乘車人次變化       | 乘車人次變化     | 乘車人次變化 |
| 年度               | 1日平均 乘車人次 | 參考資料     |
| ------------------ | ---------------- | ------------ |
| 1990年（平成02年） | 195              | [ * 1 ]      |
| 1991年（平成03年） | 201              | [ * 2 ]      |
| 1992年（平成04年） | 216              | [ * 3 ]      |
| 1993年（平成05年） | 209              | [ * 4 ]      |
| 1994年（平成06年） | 194              | [ * 5 ]      |
| 1995年（平成07年） | 182              | [ * 6 ]      |
| 1996年（平成08年） | 154              | [ * 7 ]      |
| 1997年（平成09年） | 141              | [ * 8 ]      |
| 1998年（平成10年） | 126              | [ * 9 ]      |
| 1999年（平成11年） | 119              | [ * 10 ]     |
| 2000年（平成12年） | 111              | [ * 11 ]     |
| 2001年（平成13年） | 94               | [ * 12 ]     |
| 2002年（平成14年） | 86               | [ * 13 ]     |
| 2003年（平成15年） | 88               | [ * 14 ]     |
| 2004年（平成16年） | 80               | [ * 15 ]     |
| 2005年（平成17年） | 80               | [ * 16 ]     |
| 2006年（平成18年） | 86               | [ * 17 ]     |

## 車站周邊

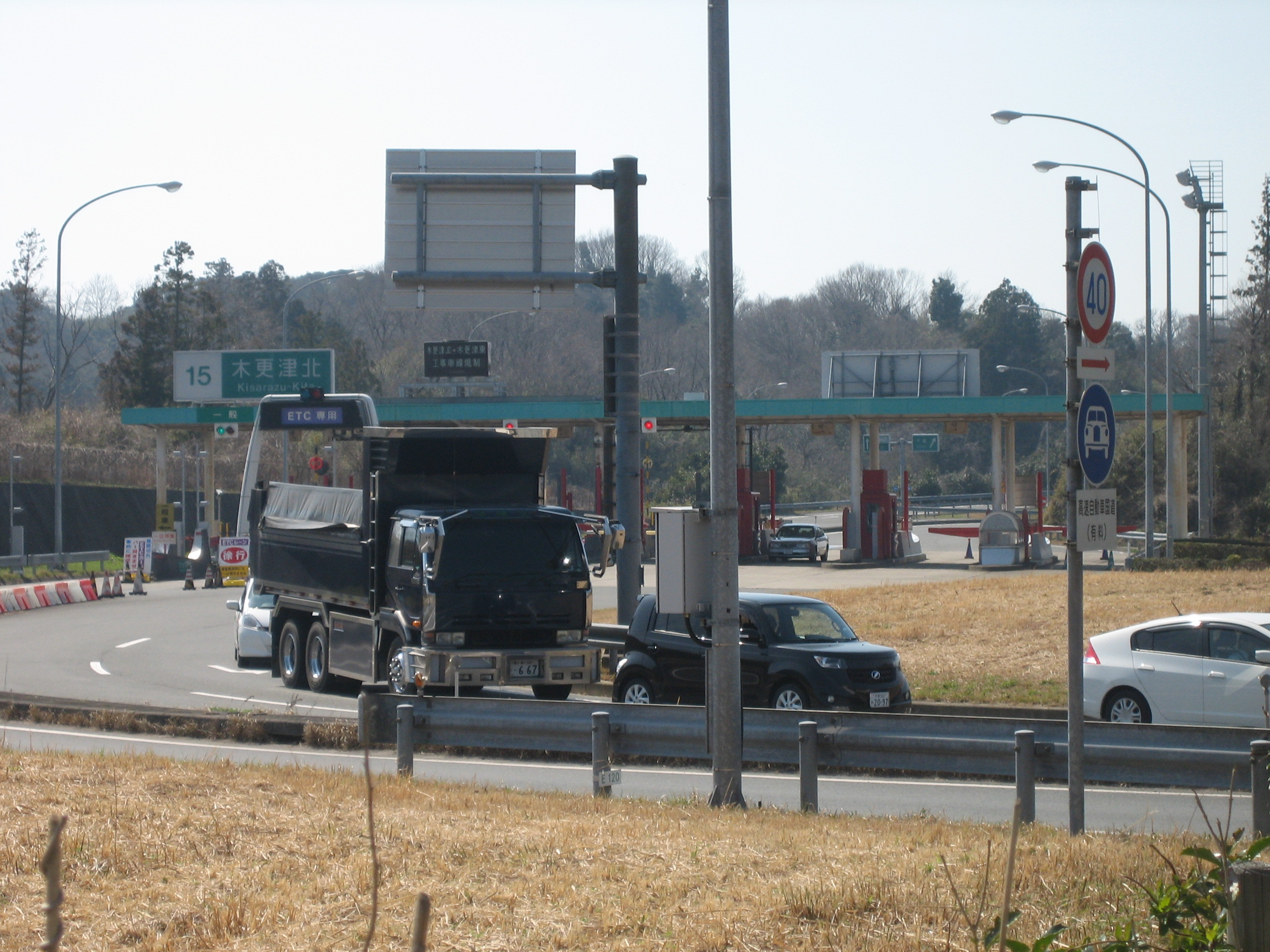
木更津北交匯處（館山自動車道）

車站周邊設有大型田園地帶。沿國道409號上設有日之出町的住宅區。
- 館山自動車道（木更津北交匯處（日语：木更津北インターチェンジ））
- 國道409號（日语：国道409号）
- 小櫃川（日语：小櫃川）
- 木更津警署（日语：木更津警察署）中鄉駐在所（步行約25分鐘）
- 木更津市立中鄉中學（步行約20分鐘）
- 木更津市立東清小學
- 東清公民館
- 日本放送木更津發射站（日语：在京AMラジオ局送信所）
- 東清高爾夫球場

## 巴士路線
「椿」巴士站位於國道409號沿線上
| 乘車處 | 系統     | 主要途經                         | 目的地         | 巴士公司 | 備註 |
| ------ | -------- | -------------------------------- | -------------- | -------- | ---- |
| 椿     | 馬來田線 | 横田、東橫田、馬來田站前         | 茅野           | 日東交通 |      |
| 椿     | 馬來田線 | 清川站前、祇園、清見台組合事務所 | 木更津站東出口 | 日東交通 |      |

## 相鄰車站
東日本旅客鐵道（JR東日本）
■久留里線
上總清川－東清川－橫田

## 注腳

### 使用狀況
1. ↑  千葉縣統計年鑑 （页面存档备份，存于）（日語） - 千葉縣
2. ↑  木更津市統計書 （页面存档备份，存于）（日語） - 木更津市

千葉縣統計年鑑
1. ↑  千葉縣統計年鑑（平成3年） （页面存档备份，存于）（日語）
2. ↑  千葉縣統計年鑑（平成4年） （页面存档备份，存于）（日語）
3. ↑  千葉縣統計年鑑（平成5年） （页面存档备份，存于）（日語）
4. ↑  千葉縣統計年鑑（平成6年） （页面存档备份，存于）（日語）
5. ↑  千葉縣統計年鑑（平成7年） （页面存档备份，存于）（日語）
6. ↑  千葉縣統計年鑑（平成8年） （页面存档备份，存于）（日語）
7. ↑  千葉縣統計年鑑（平成9年） （页面存档备份，存于）（日語）
8. ↑  千葉縣統計年鑑（平成10年） （页面存档备份，存于）（日語）
9. ↑  千葉縣統計年鑑（平成11年） （页面存档备份，存于）（日語）
10. ↑  千葉縣統計年鑑（平成12年） （页面存档备份，存于）（日語）
11. ↑  千葉縣統計年鑑（平成13年） （页面存档备份，存于）（日語）
12. ↑  千葉縣統計年鑑（平成14年） （页面存档备份，存于）（日語）
13. ↑  千葉縣統計年鑑（平成15年） （页面存档备份，存于）（日語）
14. ↑  千葉縣統計年鑑（平成16年） （页面存档备份，存于）（日語）
15. ↑  千葉縣統計年鑑（平成17年） （页面存档备份，存于）（日語）
16. ↑  千葉縣統計年鑑（平成18年） （页面存档备份，存于）（日語）
17. ↑  千葉縣統計年鑑（平成19年） （页面存档备份，存于）（日語）

## 外部連結
- 車站資訊（東清川）：東日本旅客鐵道（日語）